# Ratatösk

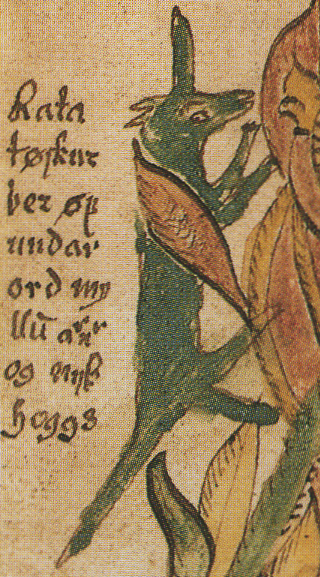
Un manuscrito islandés del representando a Ratatosk con un cuerno.

En la mitología nórdica, Ratatösk o Ratatoskr (en nórdico antiguo, generalmente se lo considera «diente perforador» o «diente taladro») es una ardilla que corre de arriba abajo por el árbol del mundo Yggdrasil llevando mensajes entre el águila sin nombre, posada en la copa, y el dragón Níðhöggr, que reside bajo una de las tres ramas del árbol. Se da cuenta de Ratatösk en la Edda poética, compilada en el siglo XIII de fuentes tradicionales más tempranas, y en la Edda prosaica, escrita en el mismo siglo por Snorri Sturluson. Diversos eruditos han propuesto teorías sobre las implicaciones de la ardilla.

## Etimología
El nombre Ratatösk está formado por dos elementos: rata- y -tosk. Este último se estima mayormente que significa «colmillo». Guðbrandur Vigfússon teoriza que el elemento rati- significa «el viajante». Vigfússon afirma que el nombre del legendario taladro Rati podría presentar el mismo término. De acuerdo a Vigfússon, Ratatösk significa «el colmillo viajante» o «el colmillo trepador».
Sophus Bugge a su vez teoriza que el nombre Ratatösk es un préstamo del inglés antiguo que significa «Rat-tooth», «Rata-diente» literalmente. Esta teoría se basa en el hecho de que el elemento -tosk del compuesto no aparece en ningún otro lado en el nórdico antiguo. Bugge propone que dicho elemento es una reforma de la palabra tūsc del inglés antiguo (en frisón antiguo tusk) y que, en cambio, el elemento Rata- representa el vocablo ræt («rata») también del inglés antiguo.
Según Albert Sturtevant, «en lo que respecta al elemento Rata-, la hipótesis de Bugge no tiene fundamentación válida en vista del hecho de que el vocablo [en nórdico antiguo] Rata (forma de Rati*) se usa en Háv[amál] (106, 1) para nombrar al instrumento que utiliza Odín para perforar a través de las rocas en busca de la hidromiel de los poetas [...]», y que «Rati* debe considerarse un vocablo nativo [en nórdico antiguo] que significaba "el perforador, roedor" [...]».
Sturtevant explica que la teoría de Bugge sobre el elemento -tosk parece estar sustentada por el hecho de que la palabra no aparece en ningún lado más del nórdico antiguo. Sin embargo, discrepa de esta teoría, ya que afirma que el nombre propio en nórdico antiguo Tunne (derivado del protonórdico *Tunþē) se refiere a «una persona que es caracterizada portando una clase peculiar de diente», y especula una forma protogermánica de -tosk. Sturtevant concluye que «el hecho de que la palabra ocurra sólo en el nombre Rata-toskr no es evidencia válida contra esta asunción, ya que hay muchos hapax legomena de origen nativo [en nórdico antiguo], como se comprueba en los equivalentes de los dialectos escandinavos modernos». Los eruditos modernos han aceptado esta etimología, dejando el significado de Ratatösk como «diente taladrador», como Jesse Byock, Andy Orchard, y Rudolf Simek, o «diente perforador», como John Lindow.

## Testimonios

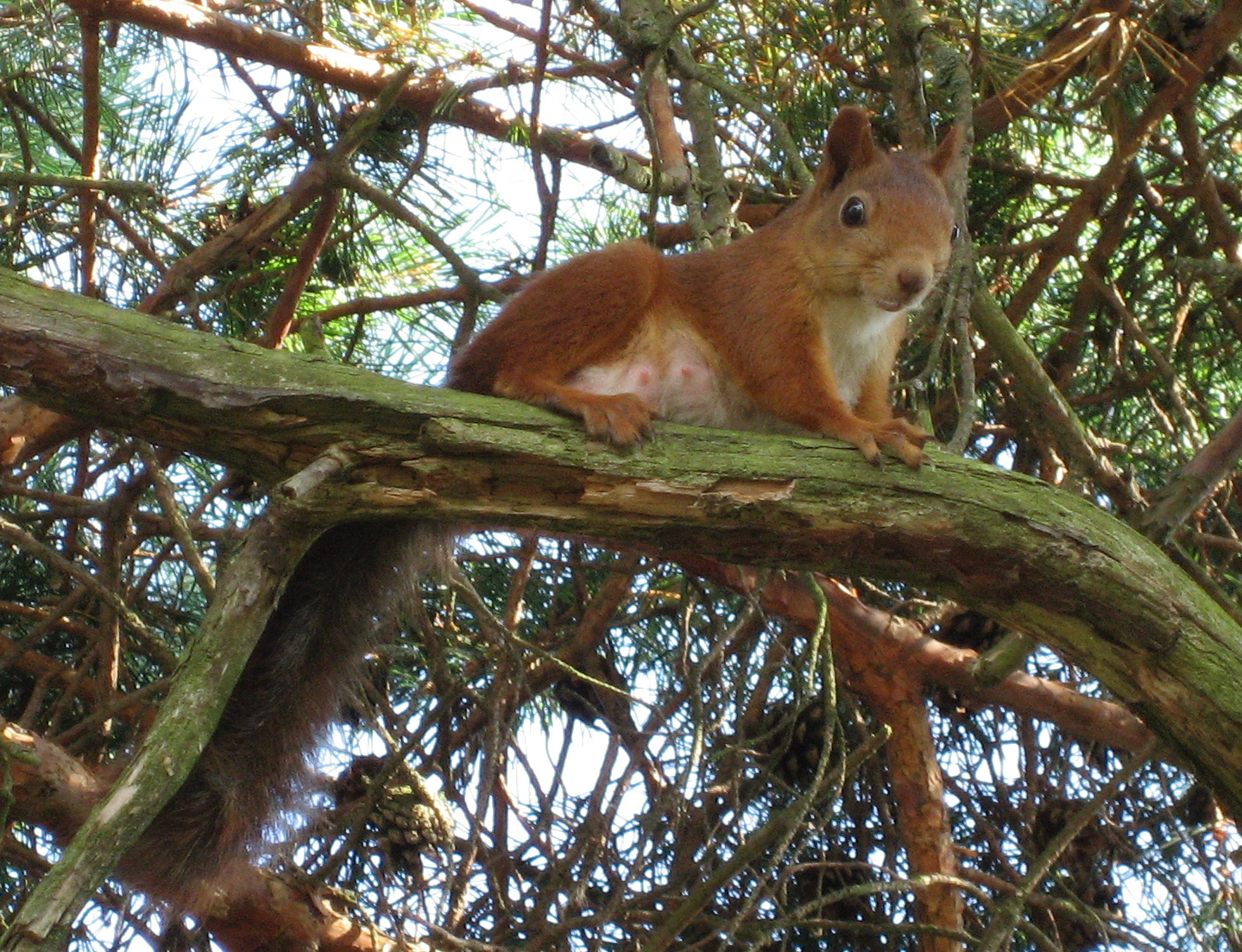
Una ardilla roja en un árbol perenne en Noruega.

En el poema Grímnismál de la Edda poética, el dios Odín (disfrazado como Grímnir) afirma que Ratatösk corre de arriba abajo del árbol Yggdrasil llevando mensajes entre el águila en la copa y Níðhögg en sus raíces:

| Traducción aproximada basada en la de Benjamin Thorpe: Ratatösk se llama la ardilla, que corre en el fresno Yggdrasil; de arriba las palabras del águila debe llevar, y bajo Nidhögg repetirlas. | Traducción aproximada basada en la de Henry Adams Bellows: Ratatosk es la ardilla que allí debe correr En el fresno Yggdrasil; Desde arriba las palabras del águila lleva, Y se las dice a Nithhogg debajo. |  |

En el libro Gylfaginning de la Edda prosaica, se menciona a Ratatösk en el capítulo 16. En él, Gangleri (descrito como el rey Gylfi disfrazado) le pregunta a Hár que otros hechos notables hay por conocer sobre Yggdrasil. La declaración de Hár concuerda con la de Grímnismál, pero agrega que los mensajes son chismes calumniosos:

Hay mucho por contar. Un águila yace en la copa del fresno, y tiene conocimiento sobre muchas cosas. Entre sus ojos yace el halcón llamado Vedrfolnir [...]. La ardilla llamada Ratatosk [...] corre de arriba abajo del fresno. Exclama chismes calumniosos, provocando al águila y a Nidhogg.

## Teorías
De acuerdo a Rudolf Simek, «la ardilla probablemente sólo representa un detalle decorativo de la imagen mitológica del fresno del mundo en Grímnismál». H. R. Ellis Davidson, describiendo al árbol del mundo, afirma que la ardilla también lo roía, lo que continúa el ciclo de destrucción y reconstrucción, y propone al árbol como simbolización del constante cambio existencial. John Lindow señala que se describe a Yggdrasil como podrido de un lado y a su vez masticado por cuatro ciervos y por Nídhögg, y que, según el relato de Gylfaginning, también soporta la hostilidad verbal que le propina la fauna que mantiene. Lindow añade que «en las sagas, una persona que ayuda a atizar y mantener vivas disputas llevando palabras maliciosas entre los bandos es raramente alguien de estatus elevado, lo que explicaría que se le asignara este rol en la mitología a un animal relativamente insignificante».
Richard W. Thorrington Jr. y Katie Ferrell a su vez proponen que «el rol de Ratatosk probablemente derivó del hábito de las ardillas de árbol europeas (Sciurus vulgaris) de tener una respuesta confrontativa frente al peligro. No hace mucha imaginación para pensar que la ardilla está diciendo cosas feas de uno».